# Love & Peace (TOKIOの曲)
「Love & Peace」（ラブ アンド ピース）は、1998年5月20日にリリースされたTOKIOの14作目のシングル。ソニー・ミュージックレコーズから発売された（SRDL-4519）。

## 概要
表題曲の「Love & Peace」は、1998年の『第49回NHK紅白歌合戦』で歌唱された。
初回生産限定盤は表ジャケット部分が開くスリーブケース仕様となっていて、中に歌詞カードなどが封入されている。

## 収録曲
1. Love & Peace
作詞：岡部真理子、作曲：樋口了一、編曲：佐久間正英
  - 日本テレビ系ドラマ『LOVE&PEACE』主題歌[1]。
2. そんな君が輝いて
作詞：山田竜一、作曲：Colors、編曲：佐久間正英

## 楽曲の収録アルバム
- YESTERDAY & TODAY（#1）
  - アルバムバージョンを収録[3]。
- BEST EP SELECTION OF TOKIO II（#1）[4]